# Opere scelte
Opere scelte è un volume della prestigiosa collana I Meridiani  Mondadori curato da Giulio Carnazzi, che include una vasta scelta della produzione dello scrittore italiano Dino Buzzati (1906-1972). Il libro è una nuova edizione ampliata e rivista del volume Romanzi e racconti (1975, a cura di G. Gramigna) e contiene le opere più celebri dell'autore, ma anche dei pezzi rari, cercando di presentare i vari aspetti della sua produzione artistica (narrativa, teatro, poesia, giornalismo).

## Contenuti
La raccolta include i tre romanzi più celebri di Buzzati (Il deserto dei Tartari, La famosa invasione degli orsi in Sicilia e Un amore), i Sessanta racconti, quattro racconti scelti da Il colombre, due opere teatrali (Un caso clinico e I suggeritori), due libretti per musica (Ferrovia soprelevata e Procedura penale), le tre raccolte poetiche dell'autore (Il capitano Pic, Scusi, da che parte per Piazza del Duomo e Tre colpi alla porta) e una scelta di articoli giornalistici (divisi in due sezioni: Cronache ed elzeviri e Interventi sull'arte).
La famosa invasione degli orsi in Sicilia è accompagnata dalle illustrazioni disegnate dallo stesso autore, che, come è noto, fu anche un eccellente disegnatore e pittore.